# Kalikst Witkowski

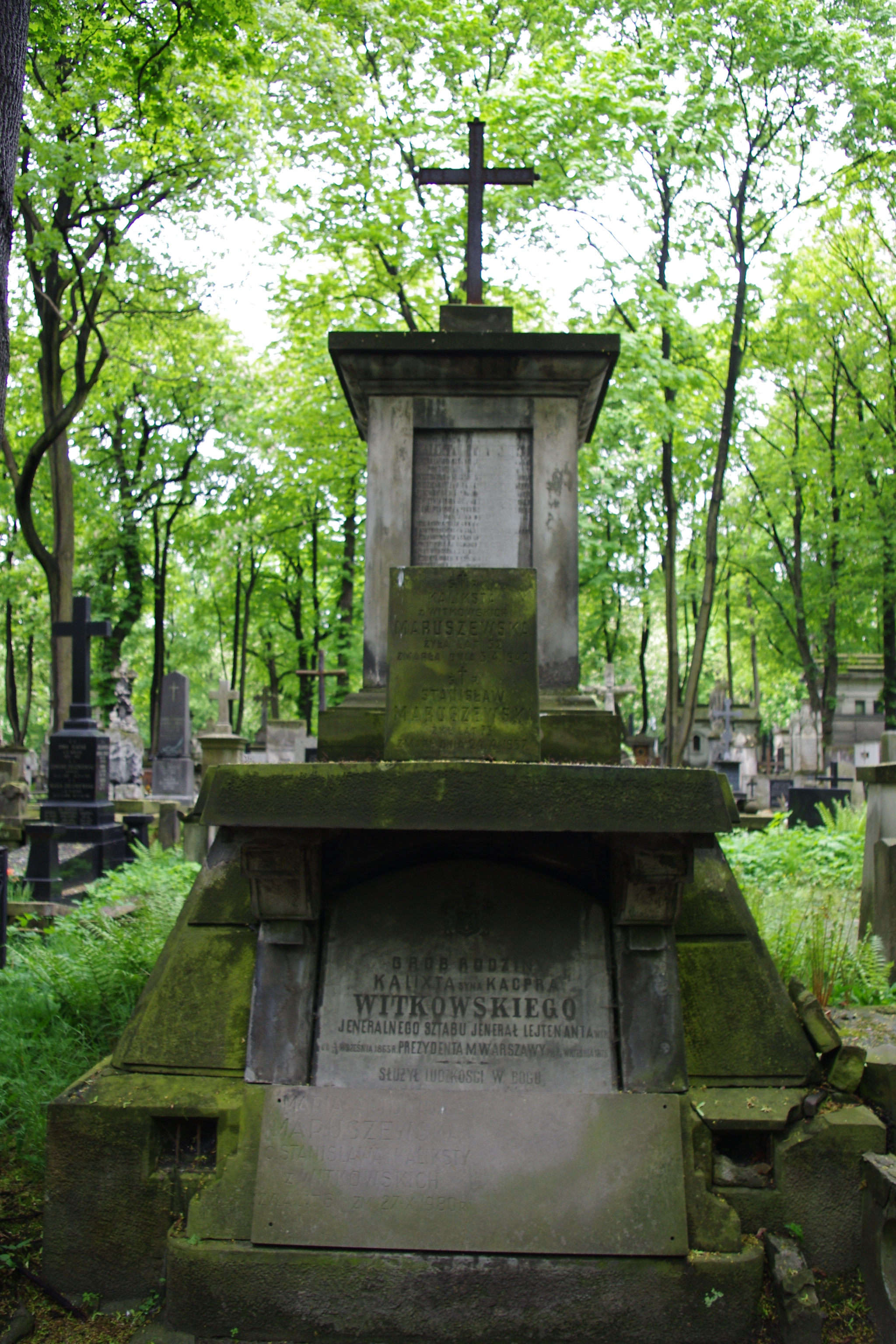
Grób Kaliksta Witkowskiego na Starych Powązkach w Warszawie

Kalikst Witkowski (ur. 2 kwietnia 1818 w Kobryniu, zm. 24 lipca 1877 w Karlsbadzie) – rosyjski generał, w latach 1863–1875 prezydent Warszawy.

## Życiorys
Był synem Kacpra i Józefy z Pągowskich. Ukończył studia na Akademii Sztabu Generalnego w Petersburgu. W latach 1853–1856 brał udział w wojnie krymskiej. W latach 1861–1863 służył w guberni lubelskiej, był szefem w randze pułkownika sztabu 5 dywizji, w maju 1863 awansowany na stopień generała oddelegowany został do Warszawy. Od 16 września 1863 sprawował urząd komisarycznego prezydenta Warszawy, jednocześnie przewodnicząc Komisji Śledczej na Pawiaku, odpowiedzialnej za przesłuchiwanie uczestników powstania styczniowego i uczestników ruchów niepodległościowych.
W okresie jego prezydentury:
- otwarto pierwszy stały most w mieście – most Aleksandryjski tzw. most Kierbedzia (1864)
- otwarto pierwszy most kolejowy (1875)
- uruchomiono pierwszy tramwaj konny (1866)
- uruchomiono wodociąg na Pradze (1869)

Władzę Witkowski sprawował do 1 października 1875, a jego rządy – mimo rozbudowy miasta – były kojarzone przede wszystkim ze ściąganiem od mieszkańców kontrybucji stanowiących karę za powstanie styczniowe. On sam zaś uchodził za symbol władzy zaborczej.

## Odznaczenia[3]
- Order Świętej Anny 3, 2 i 1 klasy z mieczami
- Order Świętego Stanisława 2 i 1 klasy
- Order Świętego Włodzimierza 2 i 3 klasy
- Order Orła Białego
- Znak Honorowy Nieskazitelnej Służby za lat XV
- Brązowy Medal Wstędze Świętego Andrzeja za wojnę 1853–1856
- Order Korony Żelaznej 3 i 1 klasy
- Order Orła Czerwonego 3 i 2 klasy

Został pochowany na cmentarzu Powązkowskim (kwatera 16-1-9/10).